# Patrick Dewaere (film)
Pour les articles homonymes, voir Patrick Dewaere et Dewaere.
Pour plus de détails, voir Fiche technique et Distribution.
Patrick Dewaere est un long-métrage documentaire de Marc Esposito, réalisé à partir d'une collection de témoignages et entretiens délivrés par certains parmi ceux qui ont connu l'acteur, lors de sa carrière professionnelle ou dans sa vie personnelle : Bertrand Blier, Alain Corneau, Miou-Miou, Claude Sautet, Sotha ou encore sa fille aînée Angèle Herry, ponctués d'extraits de films et d'émissions de télévision où l'acteur est apparu, au cours de sa longue carrière. Le film est réalisé en 1992, à l'occasion du 10e anniversaire de sa disparition et présenté en sélection officielle au Festival de Cannes de la même année.

## Synopsis
Le documentaire retrace l'itinéraire de Patrick Dewaere, depuis ses débuts à l'âge de 4 ans jusqu'à son suicide, le 16 juillet 1982. On découvre ainsi qu'il appartient à une famille d'artistes dont les parents n'hésitent pas à mettre leur progéniture sur les planches et les plateaux de cinéma ou de télévision. Le métier connaît alors « les petits Maurin » que la maman, Mado Maurin, sait adroitement placer auprès des producteurs et réalisateurs. Le documentaire alterne ainsi des extraits de films et téléfilms et des entretiens avec son agent Serge Rousseau, Miou-Miou, sa fille Angèle Herry-Leclerc, ses épouses Sotha et Elsa-Malvina Chalier ainsi que le témoignage de plusieurs réalisateurs qui l'ont fait tourner parmi lesquels Bertrand Blier qui l'a reçu chez lui la veille de son suicide et avec lequel il a longuement dialogué.

## Autour du film
Selon les critiques et ses pairs, en 30 ans de carrière, Dewaere parvient à donner une nouvelle dimension au jeu d'acteur pour le cinéma français. Laissant transparaître un mélange de fragilité, de pudeur et de folie, il est reconnue comme l'un des acteurs les plus originaux de sa génération. Il incarne les personnages, sur le fil du rasoir, comme si sa propre vie était en jeu comme le met en évidence le documentaire. Marc Esposito signe un documentaire pouvant être considéré comme sobre, émouvant et pudique par un portrait simple et sans fard. Le film est présenté en 1992 dans la sélection officielle du festival de Cannes en 1992 mais à l'instar de l'acteur souvent cité, il n'est pas récompensé par la profession, car hors compétition. On note que le président du jury de Cannes de 1992 est son alter ego et adversaire dans le métier, Gérard Depardieu.
De nombreux acteurs français des décennies suivant sa mort se réclament de Patrick Dewaere, notamment Jean-Hugues Anglade, Hippolyte Girardot, Rémi Martin, Vincent Cassel, Nicolas Duvauchelle, Jean-Paul Rouve et Vincent Lindon,. Avec Daniel Day-Lewis, il est du nombre des « acteurs fétiches » de Guillaume Canet. Le biographe Christophe Carrière soutient que l'acteur s'en rapprochant le plus selon lui, est Vincent Lindon. En 2003, Jean-Paul Rouve dédie à Patrick Dewaere le César du meilleur espoir masculin qu'il reçoit pour Monsieur Batignole. Son film Quand je serai petit (2012) est également fortement influencé par Dewaere.
Jean Dujardin est à la fois admiratif et effrayé par la performance autodestructrice de Dewaere dans Série noire. Philippe Rebbot se dit fasciné par Dewaere, jusqu'au mimétisme. Au-delà de son grand-père Jean-Paul, le jeune acteur Victor Belmondo cite souvent « Patrick Dewaere, l'écorché vif, comme autre modèle ». Dans la publication hommage de l'hebodmadaire Télérama parue le 13 juillet 2022, le dossier relate que parmi les acteurs marqués ou influencés par Dewaere, on doit aussi noter Albert Dupontel, Mathieu Kassovitz, Benoît Magimel, Pio Marmaï, Pierre Niney, Gilles Lellouche ainsi que ceux de la jeune génération comme Niels Schneider ou encore Raphaël Quenard.
Pour des motifs de droits non contractualisés avec les différents studios, distributeurs et producteurs, le film n'est pas édité en vidéo et ne peut même plus être rediffusé à la télévision depuis l'année 2012.
L'ami de Patrick Dewaere, auteur-compositeur-interprète britannique Murray Head signe une chanson qui est reprise au générique du film, dans son album Shade sorti en 1982 et intitulée « Shades of the Prison House » traduisible par Ombres de la maîson d'arrêt, dans laquelle il évoque poétiquement ses souffrances, sa grande solitude et son son suicide.

## Fiche technique
- Titre : Patrick Dewaere
- Réalisation : Marc Esposito
- Photo : Éric Weber
- Montage : Claudine Merlin
- Musique : Patrick Dewaere, Murray Head
- Producteur : Marie Chouraqui, Philippe Godeau, Patrick Godeau
- Sociétés de production : PXP Production - Les Films de la Colline - Promotion Cinéma Communication - Ciné Valse - Summertime - INA
- Distribution : Pan-Européenne
- Pays d’origine :  France
- Langue : français
- Genre : documentaire
- Durée : 85 minutes
- Date de sortie : 1992